# Forchtenstein
Forchtenstein (ungerska: Fraknó, kroatiska: Fortnava) är en ort och kommun i det österrikiska förbundslandet Burgenland, några kilometer sydväst om staden Mattersburg. Forchtenstein är framför allt känd för sin borg.
Forchtenstein består av ortsdelarna Forchtenau och Neustift. Forchtenau som ligger vid foten av borgen vid floden Wulka uppstod i samband med fästningen. Vid huvudgatan ligger kyrkan med anor från 1300-talet och ett kloster, byggt mellan 1692 och 1704. Även ett säteri finns där som sedan 1600-talet inhyser Esterházys godsförvaltning.